# Piazza Isidoro Del Lungo
Piazza Isidoro del Lungo è uno slargo ai margini del centro storico di Firenze, affacciata sul viale Giacomo Matteotti e alla confluenza delle vie Gino Capponi e Gustavo Modena.

## Storia

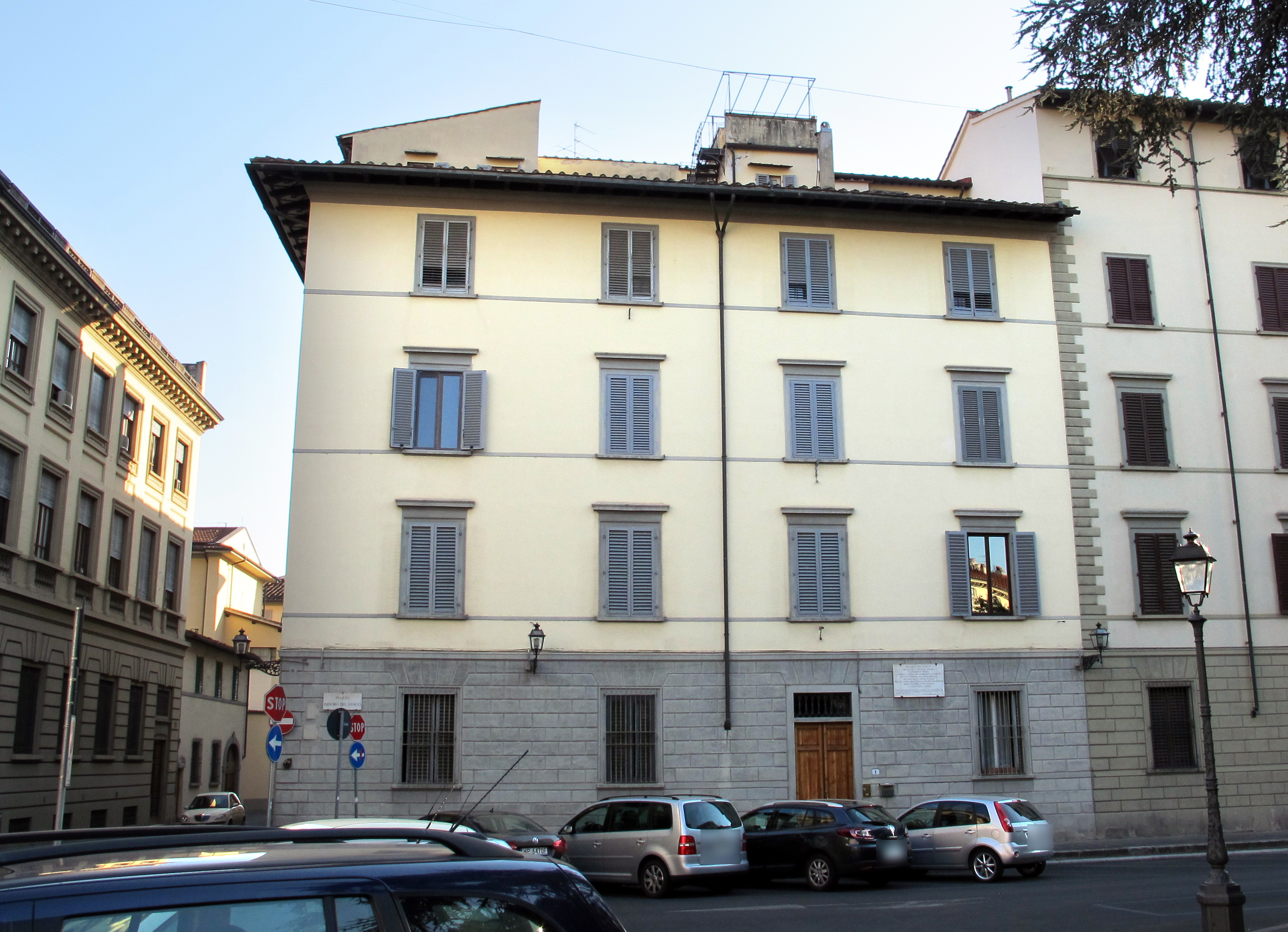
La casa di Isidoro del Lungo

In antico qui correvano le mura di Firenze e vi si apriva la postierla dei Servi, così detta perché la strada che vi arrivava (oggi via Gino Capponi) portava alla piazza della Santissima Annunziata, cuore dell'Ordine servita.
Nata in relazione allo sviluppo del quartiere del Maglio (1864 circa) e a seguito della distruzione della cerchia di mura attuata sulla base del progetto di ingrandimento della città redatto da Giuseppe Poggi negli anni di Firenze Capitale (1865-1871), fu inizialmente intitolata piazza Goldoni e quindi per breve tempo piazza Dora d'Istria (nome d'arte della scrittrice Elena Ghica, che abitò nelle vicinanze); fu detta successivamente piazza Torino (deliberazione del consiglio comunale del settembre 1912), assumendo infine la titolazione allo storico e senatore del Regno Isidoro Del Lungo che qui, nella casa al n. 1, ebbe dimora e, nel 1927, come ricorda una lapide, morì.

## Descrizione
Si tratta di uno slargo lungo i viali. Una rotonda alberata è circondata dal passaggio veicolare, nonostante la quale la piazza è essenzialmente utilizzata come parcheggio. L'edificio di maggior rilievo è appunto la casa di Isidoro del Lungo, posta d'angolo con via Gino Capponi, senza particolari pregi architettonici. Lo storico, poeta e senatore del Regno Isidoro Del Lungo qui visse un cinquantennio morendovi nel 1927, come ricorda una targa sulla facciata.
| ISIDORO DEL LUNGO PROSATORE E ORATORE INSIGNE SAGACEMENTE INDAGÒ I TEMPI E L'OPERA DEL COMPAGNI E DI DANTE ILLUSTRÒ FIRENZE NEL RINASCIMENTO MAESTRO DELLA LINGUA D'ITALIA NELL'ACCADEMIA DELLA CRUSCA E IN OGNI SUO SCRITTO DEDICÒ L'ANIMO E L'INTELLETTO AL CULTO DELLA PATRIA NATO A MONTEVARCHI NEL 1841, IN QUESTA SUA CASA ATTESE PER UN CINQUANTENNIO AL LAVORO LETTERARIO E CIVILE, E VI SI SPENSE NEL 1927 - V 20 DICEMBRE 1941 - XX |

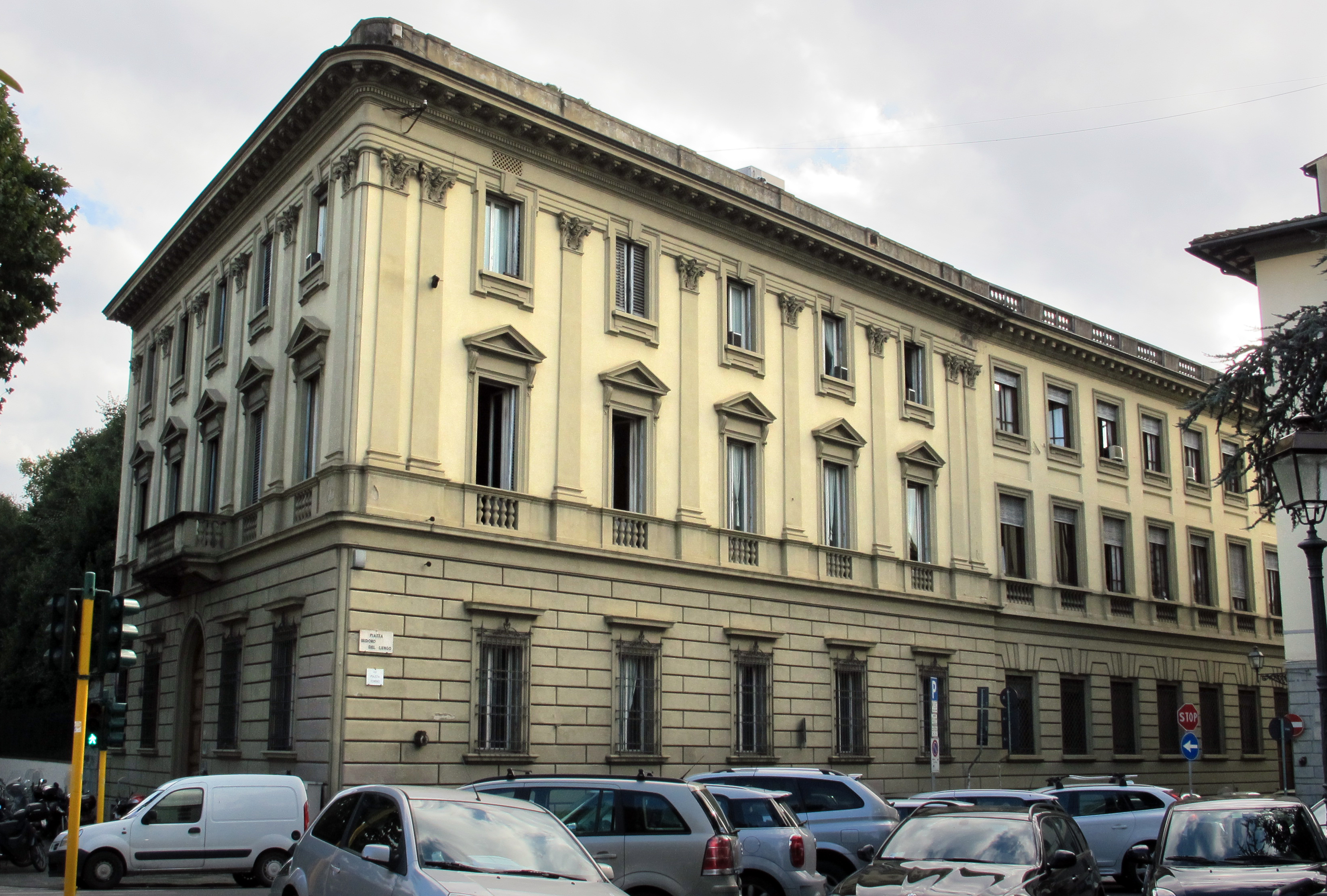
Palazzina "Salleac"

Sulla piazza si affacciano vari edifici che hanno in comune un affaccio anche sul viale Giacomo Matteotti. Tra questi la sede dell'Organizzazione internazionale Congressi, dotato di vetrata che chiude l'androne è la scritta "Salleac" che, per quel poco che sappiamo, è stata ai primi del Novecento una società per l'estrazione e la commercializzazione della lignite xiloide.